# Дёгтев, Степан Иванович
Степан Иванович Дёгтев (1903—1973) — советский хозяйственный, государственный и политический деятель.

## Биография
Родился в 1903 году в деревне Забейновка Шенкурского уезда Архангельской губернии, ныне — Шенкурского района Архангельской области. Член ВКП(б) с 1927 года.
С 1919 года — на хозяйственной, общественной и политической работе. В 1919—1958 гг. — делопроизводитель, председатель Устьпуйского сельсовета, ответственный секретарь Ровдинского волкома РЛКСМ, в РККА, уполномоченный ОО ПП ОГПУ по Казахстану, 14-го полка ГПУ—НКВД в Караганде, Акмолинского райотдела НКВД, оперуполномоченный Акмолинского райотдела НКВД, начальник УНКВД Карагандинской, Акмолинской областей, начальник УНКГБ Актюбинской области, начальник УНКВД—УМВД Актюбинской области, министр внутренних дел Коми АССР, начальник Воркутинского ИТЛ и комбината «Воркутауголь».
Избирался депутатом Верховного Совета СССР 4-го созыва.
Умер в 1975 году в Воркуте.